# Toledo (Paraná)
Pour les articles homonymes, voir Toledo.
Toledo est une ville brésilienne de l'ouest de l'État du Paraná. Elle se situe par 24° 42' 50" de latitude sud et par 53° 44' 34" de longitude ouest, à une altitude de 550 mètres. Sa population était estimée à 119,335 habitants en 2010. La municipalité s'étend sur 1 197 km².

## Maires
| Période | Période | Identité                | Étiquette | Qualité |
| ------- | ------- | ----------------------- | --------- | ------- |
| 2009    | 2012    | José Carlos Schiavinato | PP        |         |